# Wolfgang J. Ruf
Wolfgang J. Ruf (* 6. Juni 1943 in München) ist ein deutscher Autor, Publizist und Dozent. Sein Themenspektrum umfasst Kulturpolitik, Theater, Film, Medien, Literatur, Geschichte, Politik und Zeitgeschichte.

## Leben
Die Kindheit und frühe Schulzeit verbrachte Ruf in München, die Jugendzeit in Kehl am Rhein und in Karlsruhe. Das Abitur legte er 1964 am Helmholtz-Gymnasium Karlsruhe ab.
Bei der Bundeswehr diente Ruf zwei Jahre, meist in Amberg in der Oberpfalz in einer Panzereinheit der 4. Panzergrenadier-Division.
Er erreichte den Dienstgrad eines Leutnants.
Anschließend studierte Ruf an der LMU München die Fächer Theatergeschichte, Deutsche Philologie, Neuere deutsche Literaturwissenschaft und Amerikanistik.
Seit den frühen 1970er Jahren war Ruf als Autor für verschiedenste Publikationen tätig, u. a. Film (später: Fernsehen und Film), Süddeutsche Zeitung, Jugend-Film-Fernsehen, Kirche und Film, Kirche und Rundfunk/Fernsehen, Die Zeit, Medium, Deutsches Allgemeines Sonntagsblatt, Deutsche Volkszeitung, Magazin R-Kultur an Rhein und Ruhr, epd Film, Mut; in den 1970er Jahren auch regelmäßige Beiträge für das Kulturprogramm des Bayer. Rundfunks/Hörfunk (Redaktion: Peter Hamm). Des Weiteren verfasste Ruf zahlreiche Buch-Beiträge.
Von 1975 bis 1985 war Ruf Direktor der Westdeutschen Kurzfilmtage (heute: Internationale Kurzfilmtage Oberhausen). In diesen Jahren stand der Austausch mit Filmkünstlern der Ostblockstaaten im Mittelpunkt, wobei das Oberhausener Festival die demokratische Entwicklung in Polen besonders aufmerksam reflektierte. Weitere Schwerpunkte in Rufs Amtszeit waren die regelmäßige Präsentation unabhängiger Filme aus der Dritten Welt sowie filmhistorische Retrospektiven. Besondere Beachtung fand 1978 die von Ruf initiierte und von Roland Günter und Paul Hofmann realisierte Retrospektive „Das Ruhrgebiet im Film“, die bis heute als beispielhafte Erkundung und Präsentation der Filmgeschichte einer spezifischen Region gilt. Im Mai 2024, anlässlich der 70. Internationalen Kurzfilmtage Oberhausen, wurde Ruf vom Oberbürgermeister der Stadt Oberhausen eingeladen, sich in das Goldene Buch der Stadt einzutragen.
Von 1985 bis 1995 war Ruf Chefredakteur der Zeitschrift Die Deutsche Bühne und Pressereferent des Deutschen Bühnenvereins (DBV). Als Redakteur gelang es ihm, aus dem Verbandsorgan für die Mitglieder des Deutschen Bühnenvereins eine öffentlich beachtete Fachzeitschrift für alle Aspekte des deutschen und internationalen Theaters zu machen. Ein Schwerpunkt seiner Tätigkeit für den Deutschen Bühnenverein war die beratende Mitwirkung an der Seite des Bühnenvereinspräsidenten August Everding bei der Zusammenführung der Theater und Orchester der Bundesrepublik Deutschland und der DDR nach 1989.
In den Jahren 1996 bis 1997 war er als Chefdramaturg am Badischen Staatstheater Karlsruhe tätig.
Ruf machte Vortragsreisen im In- und Ausland, unter anderem für das Goethe-Institut, und war Juror bei deutschen und internationalen Film- und Theaterfestivals sowie in der deutschen Filmförderung. Einige Jahre übte er eine Lehrtätigkeit an der Hochschule für Musik und Theater Zürich und an der Fernuniversität Hagen aus. Im Filmbereich arbeitete er mit dem deutsch-rumänischen Filmemacher Radu Gabrea (1937–2017) zusammen, unter anderem als Koautor der Spielfilme „Der geköpfte Hahn“, „Rote Handschuhe“ und „Das Klavier im Nebel“ nach den gleichnamigen Romanen von Eginald Schlattner. Im Jahr 2020 kuratierte Ruf am Filmmuseum München die Retrospektive Radu Gabrea – Filmemacher in München und Bukarest. Anlässlich der 70. Internationalen Kurzfilmtage Oberhausen im Mai 2024 kuratierte Ruf ein historisches Programm.
Seit 1997 ist Ruf mit Heike Ruf, geb. Langensiepen, die aus Essen/NRW kommt, verheiratet. Sie war als Journalistin, Dramaturgin und Regisseurin tätig, seit längerer Zeit unterrichtet sie DaF.
Seit 2004 lebt Ruf als freier Autor und Dozent in Fischbach bei Dahn im Pfälzer Wald.

## Veröffentlichungen (Auswahl)
- Ein Theater für die Republik - wo auch immer. Erinnerungen an Claus Peymann, ganz persönlich. In: Gespenster der Freiheit. Juli 2025 (gespenster-der-freiheit.de).
- Aus der grauen Welt der Mitmacher. Sieben Anmerkungen zum neuen Buch von Christoph Hein: „Das Narrenschiff“. In: Gespenster der Freiheit. Juni 2025 (gespenster-der-freiheit.de).
- Vom Stückeschreiber zum Sätzemacher - Zu „Schattengetuschel“ von Botho Strauß In: Gespenster der Freiheit. 2025 (gespenster-der-freiheit.de).
- Ein Wimmelbild der Erinnerungen - Westdeutsche Kurzfilmtage Oberhausen 1975 - 1985, In: Gespenster der Freiheit, Mai 2024 (https://gespenster-der-freiheit.de)
- Wer lebt, stört – Zum Abschied von Tankred Dorst. In: MUT. Nr. 591/Juli/August 2017, Abschlussausgabe ISSN 0027-5093, S. 134–139.
- Ein Moralist und Patriot – Erinnerungen an den Regisseur Andrzej Wajda. In: MUT. Nr. 585/Januar 2017, ISSN 0027-5093, S. 54 ff.
- Autoren, Stücke, Inszenierungen, Preise: Anmerkungen zu 15 Jahren Mülheimer Theatertage In: Theater im Revier Kritische Dokumentation - Spielzeit 1989/90 Hg. Günter Ahrends u. a. Wissenschaftlicher Verlag Trier 1991, ISBN 3-922031-83-8, S. 230 ff.
- Immer dabei: Die Vergangenheit – Mit dem Theater an der Ruhr TaR in Polen In: Die Deutsche Bühne, Köln, 12/1988
- Die armen Leute von Kombach und anderswo oder: Gibt es einen neuen deutschen Heimatfilm? In: Fernsehen + Film. Jahrgang 9, Heft 4, April 1971.